# Esther Archdall
Esther Archdall (1916–1999) foi uma artista têxtil da Nova Zelândia. O seu trabalho encontra-se na coleção permanente da Galeria de Arte de Christchurch.

## Biografia
Archdall nasceu em North Canterbury e estudou pintura na Canterbury School of Fine Arts. Ela também formou-se como professora. Em 1964 recebeu uma bolsa do Arts Council para estudar na Escandinávia e na Grã-Bretanha. Mais tarde, tornou-se na Conselheira Distrital de Artes e Ofícios para escolas na área de Canterbury, aposentando-se do cargo em 1977.
Em 1980 Archdall estudou tecelagem de tapeçaria no Instituto Real de Tecnologia de Melbourne e em 1990 estudou no Chisholm Institute, também em Melbourne.